# Сумгаїтський трамвай
Сумгаїтський трамвай — ліквідована трамвайна мережа у місті Сумгаїт, Азербайджан.

## Історія
Трамвайний рух у Сумгаїті був відкритий 11 березня 1959 року. Трамвайна мережа складалася з однієї лінії «Центр — Хімкомбінат». Система закрита у липні 2003 року.

## Рухомий склад
Станом на початок 2000-х років на лінії працювали трамваї моделі КТМ-5.